# Gortyna Flexus
Il Gortyna Flexus è una struttura geologica della superficie di Europa.